# Francisc din Paola
Sfântul Francisc din Paola (n. 27 martie 1416, Paola, Calabria, Italia – d. 2 aprilie 1507, Church of the Minims⁠(d), Centre-Val de Loire, Franța) a fost un pustnic italian, întemeietor ordinului călugăresc al minimilor, în 1436.

## Viața

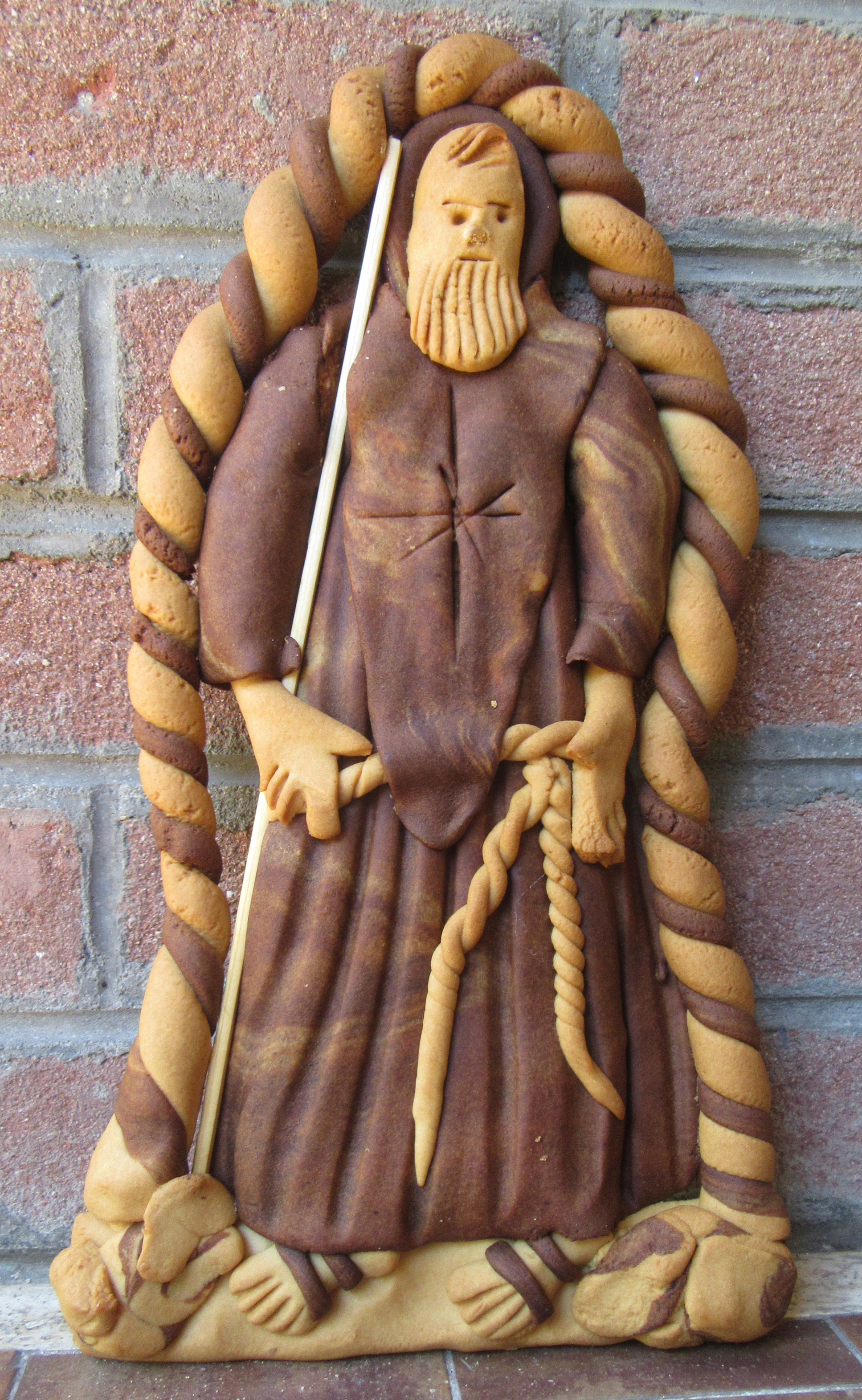
Imagine a Sf. Francisc din Paola realizată din nzuddha (un fel de turtă dulce calabreză).

Sfântul Francisc din Paola, la vârsta de 14 ani a devenit franciscan, iar la 16 ani s-a retras în singurătate, trăind în asceză. Pentru ucenicii care s-au adunat în jurul lui, a întemeiat o congregație de pustnici, pe care a transformat-o apoi în Ordinul Minimilor (ramură franciscană), confirmat de Scaunul Apostolic în 1506. 
Citat din Francisc din Paola:  Arhivat în 27 septembrie 2007, la Wayback Machine. "Pustnicii nu îi învață pe alții și nu țin predici: ei tac; și tăcând, se deschid pentru vocea lui Dumnezeu". 
În 1482, la cererea Papei, a călătorit în Franța, unde l-a ajutat pe regele Ludovic al XI-lea să se pregătească de moarte creștinește.
A murit la Tours, în Franța, în Vinerea Mare a anului 1507.

## Cult
Canonizat în 1519.
Sărbătorit în Biserica Catolică la 2 aprilie.